# Vapor Trails
Vapor Trails je sedmnácté studiové album kanadské rockové skupiny Rush. Jeho nahrávání probíhalo v různých dnech od ledna do listopadu 2001. Produkce se ujal Paul Northfield spolu se skupinou Rush. Album vyšlo v květnu 2002 u vydavatelství Anthem Records (pouze Kanada) a ve zbytku světa u Atlantic Records. V žebříčku Billboard 200 se umístilo nejlépe na šestém místě.

## Seznam skladeb
Autorem všech textů je Neil Peart; veškerou hudbu složili Alex Lifeson a Geddy Lee.
| Pořadí | Název                      | Délka |
| ------ | -------------------------- | ----- |
| 1.     | One Little Victory         | 5:08  |
| 2.     | Ceiling Unlimited          | 5:28  |
| 3.     | Ghost Rider                | 5:41  |
| 4.     | Peaceable Kingdom          | 5:23  |
| 5.     | The Stars Look Down        | 4:28  |
| 6.     | How It Is                  | 4:05  |
| 7.     | Vapor Trail                | 4:57  |
| 8.     | Secret Touch               | 6:34  |
| 9.     | Earthshine                 | 5:38  |
| 10.    | Sweet Miracle              | 3:40  |
| 11.    | Nocturne                   | 4:49  |
| 12.    | Freeze (Part IV of 'Fear') | 6:21  |
| 13.    | Out of the Cradle          | 5:03  |

## Obsazení
- Geddy Lee – baskytara, zpěv
- Alex Lifeson – elektrická kytara, akustická kytara, mandola
- Neil Peart – bicí, perkuse